# Starke Eigenschaft T
In der Mathematik ist die starke Eigenschaft T eine die Eigenschaft T verschärfende Eigenschaft von Gruppen, die als Obstruktion in Lafforgues Ansatz zum Beweis der Baum-Connes-Vermutung auftrat und in Beweisen von Vermutungen aus dem Zimmer-Programm Anwendung findet.

## Definition
Eine lokal kompakte Gruppe {\displaystyle G} erfüllt die starke Eigenschaft T, wenn es positive Konstanten {\displaystyle s,t,C} und eine Folge von Wahrscheinlichkeitsmaßen {\displaystyle m_{n}} mit Träger in {\displaystyle \left\{g\in G\colon l(g)\leq n\right\}} gibt, so dass für jede Darstellung {\displaystyle \pi \colon G\to B(X)} in die beschränkten Operatoren auf einem Banach-Raum mit {\displaystyle \Vert \pi (g)\Vert \leq Le^{sl(g)}} (für ein {\displaystyle L\in \mathbb {R} } und alle {\displaystyle g\in G}) es ein {\displaystyle P\in B(X)} gibt mit
{\displaystyle \Vert \pi (m_{n})-P\Vert \leq CL^{2}e^{-tn}}
und
{\displaystyle \lim _{n\to \infty }\Vert \pi (\delta _{g}*m_{n}*\delta _{h})-\pi (m_{n})\Vert =0}
für alle {\displaystyle g,h\in G}. Die letzte Bedingung bedeutet, dass {\displaystyle P} eine Projektion auf einen {\displaystyle \pi (G)}-invarianten Unterraum parallel zu einem {\displaystyle \pi (G)}-invarianten Komplementärraum ist.

## Beispiele
- Gitter in einfachen Lie-Gruppen oder einfachen algebraischen Gruppen vom Rang mindestens {\displaystyle 2} haben die starke Eigenschaft T.
- Hyperbolische Gruppen haben nie die starke Eigenschaft T.

## Anwendungen
Wenn eine Gruppe die starke Eigenschaft T hat, dann hat jede isometrische Wirkung auf einem Hilbert-Raum einen Fixpunkt.
Wenn eine Gruppe mit starker Eigenschaft T auf einer Riemannschen Mannigfaltigkeit wirkt und {\displaystyle {\frac {1}{l(g)}}\sup _{x\in M}\Vert D_{x}g\Vert \to 0} gilt, dann handelt es sich um eine isometrische Wirkung.